# Piernikarka
Piernikarka – dawny przysiółek, obecnie niezamieszkana część Sławkowa.
Część znajdujących się w miejscowości budynków wykorzystywana jest jako działki letniskowe.
Miejscowość położona jest w lesie niedaleko Białej Przemszy na granicy z Sosnowcem. Znajduje się 1,5 km na wschód od Starych Maczków i 1 km na południowy zachód od Burków.
Nazwa tego miejsca pochodzi od budynku, w którym wypiekano pierniki. Postawiono go w XIX wieku, a sam budynek już nie istnieje.
Osada powstała w XIX wieku, składa się z kilku domów. Od 1924 należała do parafii św. Apostołów Piotra i Pawła w Maczkach. Brak dostępu do prądu czy kanalizacji spowodował wyludnienie się miejscowości. Przez pewien czas mieszkała tu jedna osoba nazywana znachorem lub pustelnikiem.
Przez Piernikarkę przechodzi szlak turystyczny:
 – Via Regia droga św. Jakuba (Zgorzelec – Medyka)